# Louis-Théodore Devilly
Louis-Théodore Devilly (n. 28 octombrie 1818, Metz, Franța – d. 24 decembrie 1886, Nancy, Franța) a fost un pictor francez specializat în scene militare și orientaliste; asociat cu Școala de la Metz.

## Biografie
A provenit dintr-o familie de librari. Tatăl său, Louis-Jean-Baptiste (1792-1826), a fost membru al Académie nationale de Metz și un mason proeminent. După moartea tatălui său, mama sa, Félicité Constance Gentil, a preluat librăria, dar el a fost mai atras de desen și schiță.
Din 1833 până în 1835, a urmat cursurile predate de Laurent-Charles Maréchal⁠(d), fondatorul Școlii de la Metz. A plecat apoi la Paris, unde a devenit studentul lui Paul Delaroche la École des beaux-arts din Paris. Pe lângă pictura în ulei, a practicat gravura și a lucrat cu acuarele. În 1840, a expus la Salon⁠(d).
S-a întors la Metz în 1841, dar a continuat să expună la Paris, câștigând o medalie de argint la Salonul din 1852. A devenit cunoscut mai ales pentru pânzele sale uriașe cu scene istorice, în special bătălii. În 1864, a fost numit director al École supérieure d'art de Metz.
După Războiul franco-prusac, a rămas loial Franței și s-a mutat din Metz, care a devenit parte a Imperiului German. S-a stabilit la Nancy și a preluat conducerea École nationale supérieure d'art de Nancy, funcție pe care a deținut-o până la moartea sa în 1886.